# ساوث تريمبل
ساوث تريمبل هو سياسي أمريكي، ولد في 13 أبريل 1864 في مقاطعة وولف في الولايات المتحدة، وتوفي في 23 نوفمبر 1946 في واشنطن العاصمة في الولايات المتحدة. نشط حزبياً في الحزب الديمقراطي. وقد انتخب عضو مجلس النواب الأمريكي ‏.